# Broder Mika
Das Mädel mit der Maske er en tysk stumfilm fra 1922 af Victor Janson.

## Medvirkende
- Ossi Oswalda som Hothilde van Erlenkamp
- Paul Biensfeldt
- Hermann Thimig
- Victor Janson som Rodrigo Pampas
- Maria Reisenhofer
- Hans Junkermann
- Ellen Plessow
- Henry Bender